# Намибийская мерлуза
Намибийская мерлуза, или южноафриканская глубоководная мерлуза (лат. Merluccius paradoxus), — вид лучепёрых рыб из семейства мерлузовых (Merlucciidae). Морские придонные рыбы. Распространены в юго-восточной части Атлантического океана и юго-западной части Индийского океана. Максимальная длина тела 115 см. Ценная промысловая рыба.

## Описание
Тело прогонистое, умеренно сжатое с боков, покрыто мелкой циклоидной чешуёй. Высота тела укладывается 4,9—6,9 раза в стандартную длину тела. Голова уплощена в дорсовентральном направлении, её длина укладывается 3,5—3,8 раза в стандартную длину тела. Верхний профиль головы прямой. Глаз большой, его диаметр составляет 18,7—21,4 % длины головы. Есть чешуя на назальной мембране, щеках и предкрышке. Рот конечный, косой. Нижняя челюсть немного выдаётся вперёд. Подбородочный усик отсутствует. Зубы на обеих челюстях острые, клыковидные. Рыло вытянутое, его длина равна 30,6—35,3 % длины головы. Ширина межглазничного расстояния составляет 22,5—28 % длины головы. Жаберные тычинки тонкие и длинные, с заострёнными окончаниями; на первой жаберной дуге 17—23 тычинок, из них на верхней части 4—7, а на нижней 13—18. Два спинных плавника. Первый спинной плавник с коротким основанием, треугольной формы, одним колючим и 9—11 мягкими лучами. Во втором спином плавнике 38—42 мягких лучей; в задней трети плавника находится небольшая выемка. Анальный плавник с 38—41 мягкими лучами, расположен напротив второго спинного плавника и имеет сходную форму. Первый спинной плавник выше второго. Второй спинной плавник и анальный плавники в задней части после выемки выше, чем в передней. Грудные плавники длинные и тонкие, с 14—16 мягкими лучами, их окончания заходят за начало анального плавника. Брюшные плавники расположены перед грудными. Хвостовой плавник с небольшой выемкой. Боковая линия с 121—143 чешуйками, отстоит далеко от верхнего профиля тела, почти прямая, несколько приподнята в передней части. Позвонков 54—58, из них 26—28 туловищных и 28—30 хвостовых.
Верхняя часть тела тёмно-коричневая, бока светлее, брюхо светло-серое. На нижнечелюстной кости чёрные отметины различного размера и формы. Ротовая полость и язык сероватые.
Максимальная длина тела 115 см, обычно до 60 см.

## Биология
Морские бентопелагические рыбы. Обитают над континентальным шельфом и склоном на глубине от 200 до 850 м, наиболее многочисленны на глубинах более 400 м. Совершают суточные вертикальные миграции, поднимаясь ночью в верхние слои воды. Молодь питается преимущественно эуфаузиидами; а взрослые особи — рыбами, ракообразными и кальмарами.
Нерест порционный, наблюдается с сентября до ноября. Отмечена высокая скорость роста; к концу первого года жизни достигают длины 18—23 см. Самки крупнее самцов.

## Ареал
Распространены в юго-восточной части Атлантического океана от Намибии (18° ю. ш.) до юга Африки. В Индийском океане встречаются от мыса Игольный до Ист-Лондона (ЮАР); несколько экземпляров выловлено у Мадагаскара.

## Взаимодействие с человеком
Ценная промысловая рыба. Поскольку часто образует смешанные скопления с капской мерлузой, то статистика мировых уловов ведётся по этим двум видам вместе. Промысел ведётся тралами. Реализуется в мороженом виде, идёт на производство консервов.